# リドルソフト
有限会社リドルソフト（Riddle Soft）は東京都新宿区にあるアダルトゲーム制作会社。ブランドに「Riddle Soft」「Cronus」「O-Din」がある。「Cronus」は元々有限会社ブルーグラスのブランドで、リドルソフトでは過去作のリメイク作品を2作品出している。
また、2014年時点で、Riddle Soft全体の公式ホームページをはじめサーバーがリンク切れとなっていたが、同メーカースタッフによって新たに設立された「GENDAI」（旧・Potage）の方に引き継がれている。

## 作品一覧
Riddle Soft
凌辱系の内容が主体
- Virgin Bride 〜堕ちた花嫁〜
- 女教師冴子 〜媚肉授業〜
- 学艶 〜狙われた痴態〜
- 華開 〜あの娘はAV嬢〜
- 姉妹教師 〜春菜と明日菜〜
- しおさいの悲鳴
- 秘湯めぐり 〜欲情蹂躙温泉記〜（後日ボリュームアップ版を発売。詳細は下記参照。）
- 続・秘湯めぐり
- い・い・な・り
- ZeBra 〜虜囚の館〜
- 堕姫
- 堕姫2
- 秘めゴト
- 淫触の病棟 〜禁忌の生贄たち〜

O-Din
- Tender Breeze（Riddle Softのゲームと違い、この作品は純愛系の内容）

Cronus

## 主なスタッフ
原画
- タカーキ（2001年のリドルソフト設立から2002年の前期までには所属していた。

「Virgin Bride 〜堕ちた花嫁〜」から「学艶 〜狙われた痴態〜」までは
原画を担当。
独立前（設立）は、ちぇりーそふとにて所属の中、原画担当をしていた。）
- ぎんぱち

シナリオ
- 兄丸
- 方塚あき

## 備考
- 2004年3月発売の「秘湯めぐり」が一部のCGに無修正部分があったため販売を停止し回収。同年7月にCGを追加した「ボリュームアップ版」が発売された。
- 現在リドルソフトのゲームは「GENDAI」から廉価版が販売されダウンロード版も各ダウンロード販売サイトでも購入が可能になっている。